# Le Haut-Parleur
Pour l’article homonyme, voir Haut-parleur.
Le Haut-Parleur est la première revue française de vulgarisation de la technique électronique. Elle a été créée en 1925 et transmise aux Publications Georges Ventillard. Elle a été publiée jusqu'en 1999.
Le Haut-Parleur abordait tous les domaines liés à l'électronique avec des articles pédagogiques et des descriptions permettant, à l'aide de plans et d'explications plus ou moins détaillées, la fabrication de petits circuits électroniques. La plupart des numéros proposait d'aider le lecteur plus expérimenté à aborder la réalisation d'appareils plus ambitieux et complexes.
La revue eut beaucoup de succès dans les années 1970.
Avec l'arrivée à partir des années 1980 de l'informatique individuelle en tant que violon d'Ingres à un prix plus abordable pour les amateurs passionnés et surtout de l'Internet, la revue a perdu progressivement de l'audience. Sa publication a définitivement cessé en juin 1999[source insuffisante] pour laisser la place à Électronique pratique et Sono Magazine.